# ليه ماكفرلين
ليه ماكفرلين (19 أغسطس 1952 في جامايكا - 27 مايو 2019) (بالإنجليزية: Les McFarlane)‏ هو لاعب كريكت بريطاني. لعب مع نادي مقاطعة لانكشر للكريكت ‏ ونادي مقاطعة غلاموركن للكريكت ‏ ونادي مقاطعة نورثامبتونشير للكريكت ‏ ونادي مقاطعة بيدفوردشير للكريكت ‏ ونادي مقاطعة ستافوردشاير للكريكت ‏.

## وصلات خارجية
- ليه ماكفرلين على موقع إي آس بي آن كريك إنفو (الإنجليزية)